# الحميديين (سيدي علي بن ابرهيم)
الحميديين هو دُوَّار يقع بجماعة سيدي داود، إقليم مولاي يعقوب، جهة فاس مكناس في المملكة المغربية. ينتمي الدوّار لمشيخة سيدي علي بن ابرهيم التي تضم 36 دوار. يقدر عدد سكانه بـ 203 نسمة حسب الإحصاء الرسمي للسكان والسكنى لسنة 2004.

## روابط خارجية
- البوابة الوطنية للجماعات الترابية
- المندوبية السامية للتخطيط